# Rabíndra setu
Rabíndra setu (bengálsky রবীন্দ্র সেতু, hindsky रवीन्द्र सेतु) je konzolový most v Západním Bengálsku v Indii spojující města Háura a Kalkata přes řeku Huglí v deltě Gangy.
Jeho stavba byla dokončena v roce 1943, kdy byla Kalkata ještě součástí Britské Indie, ale jméno Rabíndra setu získal až v roce 1965 k poctě Rabíndranátha Thákura, bengálského spisovatele a nositele Nobelovy ceny za literaturu. Zejména v angličtině bývá často nadále označován Howrah Bridge (doslova Háurský most).
I po postavení druhého mostu Bidjáságar setu přibližně tři kilometry jižněji po proudu Huglí v roce 1992 zůstává Rabíndra setu nejdůležitějším mostem Kalkaty. Je to i proto, že na východní straně vede přímo k nádraží Háura, jednomu z největších a nejrušenějších nádraží celé Indie.  Přes Huglí totiž není v Háura železniční most a železniční tratě vedoucí ke Kalkatě ze západu, například železniční trať Bombaj – Nágpur –  Kalkata, jsou fakticky ukončeny v Háura, byť se o nich běžně píše jako o tratích končících v Kalkatě.
V době svého dokončení byl Rabíndra setu třetím nejdelším konzolovým mostem na světě po Québeckém mostě přes řeku Svatého Vavřince v Kanadě a Forthském železničním mostě přes záliv Firth of Forth ve Skotsku. Od té doby byl na seznamu nejdelších konzolových mostů odsunut na šesté místo. 